# بوردین
شهر بوردین (به فرانسوی: Burdinne) در شهرستان اویی در استان لیئژ در منطقه فدرال والوون در کشور بلژیک واقع شده‌است.